# Scopolamine

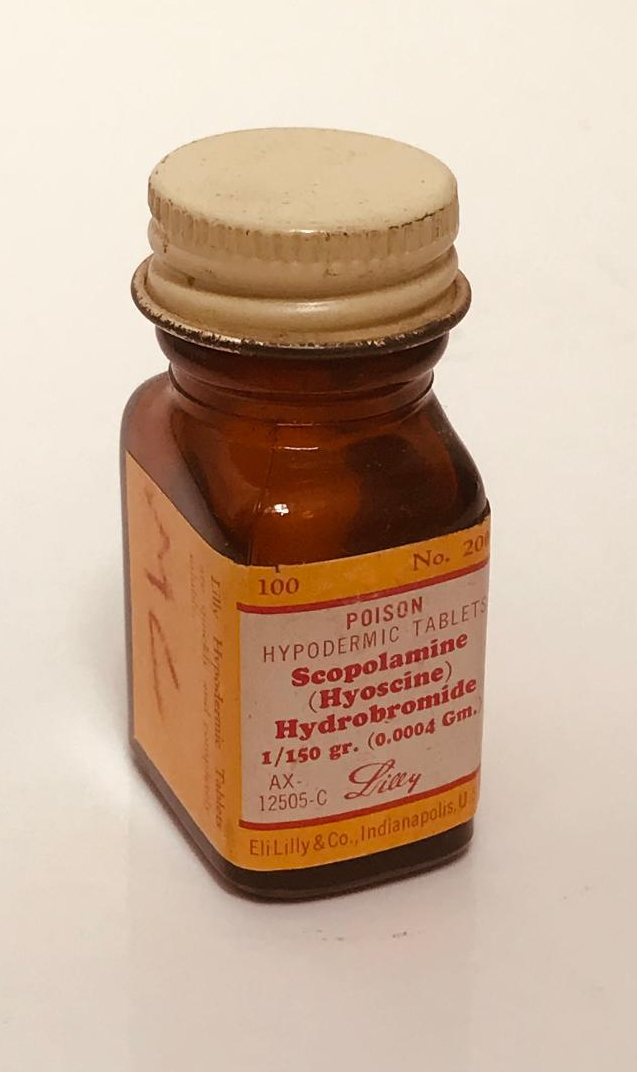
Scopolamine, ancien flacon (Lilly), ca. 1950.

La scopolamine ou tropate de scopine ou hyoscine est un alcaloïde tropanique présent chez les solanacées vireuses, proche de l'atropine sur le plan chimique, isolée par E. Schmidt en 1892. Elle est particulièrement abondante chez le Datura et le Brugmansia, notamment dans les graines, ainsi que dans les feuilles de Duboisia.
La scopolamine est en général commercialisée sous forme de bromhydrate de scopolamine.
La scopolamine est un anticholinergique. Elle agit en se liant aux récepteurs muscariniques de l'acétylcholine dans le système nerveux central et périphérique empêchant ainsi l'action du neurotransmetteur. C'est un parasympathicolytique, comme l'atropine, mais en revanche c'est un sédatif central. Elle provoque en outre d'intenses hallucinations délirantes, de l'amnésie (amnésie lacunaire antérograde) et des pertes de conscience comme en provoque la consommation de datura, de jusquiame ou de mandragore. Elle est active à des doses de l'ordre du dixième de milligramme. À fortes doses, l'intoxication peut être mortelle, et l'on observe souvent des séquelles psychiatriques plusieurs mois après celle-ci. La scopolamine a été testée comme sérum de vérité pendant la Seconde Guerre mondiale.

## Utilisations

### Médecine
La scopolamine fait partie de la liste des médicaments essentiels de l'Organisation mondiale de la santé (liste mise à jour en avril 2013).
La scopolamine est utilisée comme spasmolytique et anticholinergique. Elle est indiquée pour les spasmes, les troubles de la motilité gastro-intestinale et la constipation spasmodique.
La scopolamine, tout comme l'atropine, a été utilisée pour lutter contre la maladie de Parkinson avant d'être remplacée par les anti-parkinsoniens de synthèse tels que la L-Dopa. Actuellement, elle est utilisée dans le traitement symptomatique de certaines douleurs digestives et gynécologiques, en soins palliatifs, ainsi que dans la prévention du mal des transports (par son action sur l'area postrema) sous forme de patchs transdermiques, délivrés uniquement sur ordonnance médicale. Notamment lors des vols Zero-G afin de réduire les effets du mal des transports provoqués par la micropesanteur sur le corps humain.

### Escroquerie
Elle est utilisée sous le nom de « burundanga », notamment par des bandes d'escrocs en Colombie, pour dépouiller ou violer des victimes qui, sous son effet, perdent leur volonté et se laissent faire, oubliant ensuite ce qui s'est passé,. Elle a aussi été utilisée de la même façon en France en 2015.
L'utilisation de la scopolamine dans ces escroqueries a donné lieu à des canulars sur le web circulant par courriel et alertant sur de possibles contaminations par le biais de cartes de visites[style à revoir] « empoisonnées »,.

## Composés proches
- butylscopolamine, scopolamine substituée par un groupement butyle, commercialisée sous le nom de Buscopan en Suisse et en Belgique[12].

## Dans la fiction

### Littérature
- La Ceinture d'Hippolyte (The Girdle of Hyppolita) : nouvelle policière d'Agatha Christie présentant une collégienne droguée à la scopolamine.
- Philip Kerr y fait référence à la scopolamine dans son roman La Trilogie berlinoise : "Qu'est ce que c'est ? m'enquis-je avec une certaine appréhension. De la scopolamine, dit-il en frottant mon bras avec un tampon imbibé d'alcool chirurgical".
- Dans le roman de Frederick Forsyth, "L'alternative du diable" ("The devil's alternative"), la scopolamine est citée dans le chap. XIX : "Il s'agissait d'un mélange de deux narcotiques que les Anglais appellent péthadène et hyacine et les Américains mépéridine et scopolamine. En combinaison, ils ont des effets remarquables".
- Alistair MacLean y fait souvent référence dans ses romans sur la Seconde Guerre mondiale, utilisée comme sérum de vérité (Quand les aigles attaquent, Les Canons de Navarone…).
- Emanuel Carnevali (it) (1897-1942) dans Le Premier Dieu, cite à plusieurs reprises le traitement à la scopolamine qu'il reçoit pour atténuer les tremblements causés par une encéphalite. Ses récits prennent alors le ton d'un délire poétique.
- Laura Kasischke dans son roman Les revenants, base son intrigue sur l'utilisation de la scopolamine à des fins amnésiantes pour maquiller un crime.
- Dans le tome 5 du Sorceleur d'Andrzej Sapkowski, un distillat à base de mandragore et de datura contenant de la scopolamine est consommé par la compagnie de Geralt, ce qui leur fait révéler plusieurs informations confidentielles au barbier produisant cet alcool, et alors qu'ils viennent juste de le rencontrer.
- Elle est également citée dans le roman Adieu ma Jolie de Raymond Chandler.
- Ian Rankin dans son roman Traqués (Blood Hunt), paru aux éditions du Masque en 2007, cite le burundanga. Son héros l'utilise sur un directeur d'agence de détectives afin de le contraindre à lui révéler toutes sortes d'informations.

### Séries télévisées
- La scopolamine, surnommée « drogue du zombie », joue un rôle central dans l'épisode « Morts Vivants » (4-22) de la série télévisée policière Castle : un homme sous l'emprise de cette substance est contraint d'en assassiner un autre, qu'il ne connaît même pas, à l'instigation d'un troisième. Il perd ensuite conscience ; et une fois revenu « d'entre les morts », ne conservera aucun souvenir de ce qu'il a commis.
- Dans l'épisode 4 de la saison 1 de la série Chérif, de la scopolamine est injectée dans des bouteilles de vin.
- Dans l'épisode 18 de la saison 3 de la série Dr.House, la scopolamine est mentionnée en tant que médicament contre le mal des transports.
- Dans l'épisode 21 de la saison 10 de la série Esprits Criminels, le tueur surnommé « Mr. Scratch », se sert d'une solution, mélange de scopolamine et de sévoflurane pour prendre le contrôle de l'esprit de ses victimes et les faire halluciner. Dans un épisode de la série dérivée Esprits criminels : Unité sans frontières, l'équipe intervient justement en Colombie et est confrontée à un groupe d'enfants qui utilisent la scopolamine pour détrousser des voyageurs comme expliqué plus haut.
- Dans l'épisode 10 (Le mâle est fait) saison 10 de la série New York, unité spéciale, les inspecteurs soupçonnent un individu d'être un violeur en série qui drogue avec de la scopolamine ses victimes afin de leur faire oublier les sévices qu'il leur inflige.
- La scopolamine est utilisée dans l'épisode 8 de la saison 2 de Miss Fisher enquête, Le livre d'heures de Jeanne la Folle.
- La scopolamine est utilisée dans l'épisode 8 de la saison 7 de la série animée Archer, Liquid lunch.
- Dans le film RoboCop 2 réalisé par Irvin Kershner, cette substance entre dans la composition de la drogue Nuke.
- Dans le téléfilm Obsession maladive, le psychiatre Thorne se débarrasse de l'inspecteur de police et remplace sa fille Émilie par une de ses patientes.
- La scopolamine a également été utilisée en 2016 dans la série The OA de Netflix.
- La scopolamine est utilisée dans l'épisode 8 de la saison 1 de la série Berlin Station.
- La scopolamine est citée dans l'épisode 3 de la saison 1 de la série Shut Eye.
- La scopolamine est citée dans l'épisode 39 de la chaîne YouTube e-penser. Utilisé comme anti-vomitif lors d'un vol 0-G, le présentateur mentionne ses effets euphorisants et anti-vomitifs.
- La scopolamine est utilisée dans l'épisode 10 de la saison 5 d'Orange Is the New Black.
- Elle est utilisée dans la saison 3 de la série policière Tunnel.
- La scopolamine est citée dans l'épisode 8 de la saison 1 de la série Le Maître du Haut Château.
- Aldous Huxley cite la scopolamine dans son roman Le meilleur des mondes publié en 1931. Il veut illustrer les moyens par lesquels le système, décrit dans sa prophétie, allait avoir recours afin d'asservir la société.
- Dans la série "Elementary S6E18", la scopolamine est mentionnée, ainsi que son action et son détournement à des fins criminelles.
- Dans le chapitre 102 de Dr. Stone, Senku utilise de la scopolamine extraite de Datura metel pour soigner le mal de mer de ses compagnons.
- Dans la série "Astrid et Raphaëlle", l’épisode «puzzle» de la saison 1 , l´utilisation de la scopolamine est le lien entre plusieurs affaires criminelles classées comme suicide.
- La scopolamine est citée dans l’épisode 2 de la saison 4 de la série « Les demoiselles du téléphone ».
- Dans la saison 4 de Riverdale, Donna utilise de la scopolamine afin que Betty pense qu'elle a tué Jughead.
- Dans la série Mentiras sur Netflix deux jeunes femmes sont violées après avoir bu des boissons dans lesquelles un homme avait versé de la scopolamine.

### Jeux vidéo
- La scopolamine est utilisée dans le jeu Far Cry 5, sécrétée par une fleur appelée « Bliss ».